# 那利
那利，7世纪中期（唐太宗贞观年间）龟兹国相。
贞观二十二年（648年），那利辅佐龟兹王白诃黎布失毕抵御阿史那社尔率领的唐军，守卫拨换城（今新疆阿克苏县），一个多月后，城陷，那利独自逃出，勾结西突厥军助战，杀死唐朝留守城池的安西都护郭孝恪以及他的儿子。后来被阿史那社尔击败，执送长安，被赦免。永徽元年（650年），那利与白诃黎布失毕同被遣送归国。显庆三年（658年），因与龟兹王妻阿史那氏私通。君臣猜忌，于是又被唐高宗召入长安，没有再回到龟兹国。